# Episodi di Le ragazze di Blansky
La prima e unica stagione della serie televisiva Le ragazze di Blansky è stata trasmessa negli Stati Uniti su ABC dal 12 febbraio al 27 giugno 1977.
| n° | Titolo originale        | Titolo italiano | Prima TV USA     | Prima TV Italia |
| -- | ----------------------- | --------------- | ---------------- | --------------- |
| 1  | Blansky's Biking Beauty |                 | 12 febbraio 1977 |                 |
| 2  | Blansky for the Defense |                 | 19 febbraio 1977 |                 |
| 3  | Nancy's Cover-Up        |                 | 26 febbraio 1977 |                 |
| 4  | Nancy's Magic Moment    |                 | 12 marzo 1977    |                 |
| 5  | Nancy Goes Sheik        |                 | 19 marzo 1977    |                 |
| 6  | Anthony Falls in Love   |                 | 26 marzo 1977    |                 |
| 7  | Nancy Meets Francie     |                 | 2 aprile 1977    |                 |
| 8  | Nancy Remembers Laverne |                 | 9 aprile 1977    |                 |
| 9  | Nancy Meets Pa Bates    |                 | 16 aprile 1977   |                 |
| 10 | My Nephew's Debut       |                 | 30 aprile 1977   |                 |
| 11 | Dear Nancy...           |                 | 21 maggio 1977   |                 |
| 12 | To Nancy with Love      |                 | 7 giugno 1977    |                 |
| 13 | Nancy Breaks a Leg      |                 | 27 giugno 1977   |                 |